# Stazione di Anzio
La stazione di Anzio è una fermata ferroviaria impresenziata posta sulla linea Roma-Campoleone-Nettuno, a servizio dell'omonima città. La fermata può contare su un buon traffico passeggeri, soprattutto pendolari.

## Storia
La vecchia stazione, nell'attuale piazza Pollastrini, venne inaugurata il 24 marzo 1884. Originariamente la linea proveniente da Campoleone entrava ad Anzio lambendo il litorale per giungere fino a Piazza Pollastrini dove era ubicata la vecchia stazione e proseguiva sul litorale verso Nettuno mentre in direzione del porto partiva un raccordo che giungeva sul molo.

Mappa dei tracciati ferroviari di Anzio e Nettuno

In seguito alla forte espansione edilizia che ha caratterizzato nel corso degli anni venti i centri di Anzio e Nettuno, che veniva però penalizzata dalla presenza della ferrovia a raso lungo il litorale, per tale ragione il 21 giugno 1925 ebbero inizio i lavori per creare una variante della linea più a monte evitando passaggi a livelli e furono anche costruite le nuove stazioni di Anzio e Nettuno.
L'inaugurazione della nuova variante avvenne il 18 giugno 1934. Non rimane più alcuna traccia visibile del vecchio tracciato della linea, cancellato dall'urbanizzazione e dallo sviluppo della rete stradale. Ancora esistente il fabbricato viaggiatori dell’ex-stazione di Nettuno, mentre è stato demolito quello di Anzio.
La nuova stazione poteva contare su tre binari passanti con uno scalo merci.
Con l'inaugurazione della nuova variante, la vecchia linea venne abbandonata salvo un tratto che venne utilizzato come raccordo verso il porto, la cui lunghezza misurava circa 2+730 metri, che aveva origine dallo scalo merci della nuova stazione di Anzio per poi riallacciarsi alla vecchia linea e portarsi sul molo. Un ramo del raccordo  proseguiva verso Piazza Pollastrini per raggiungere la vecchia stazione il cui piazzale restò in funzione come scalo merci per il porto fino alla seconda guerra mondiale.

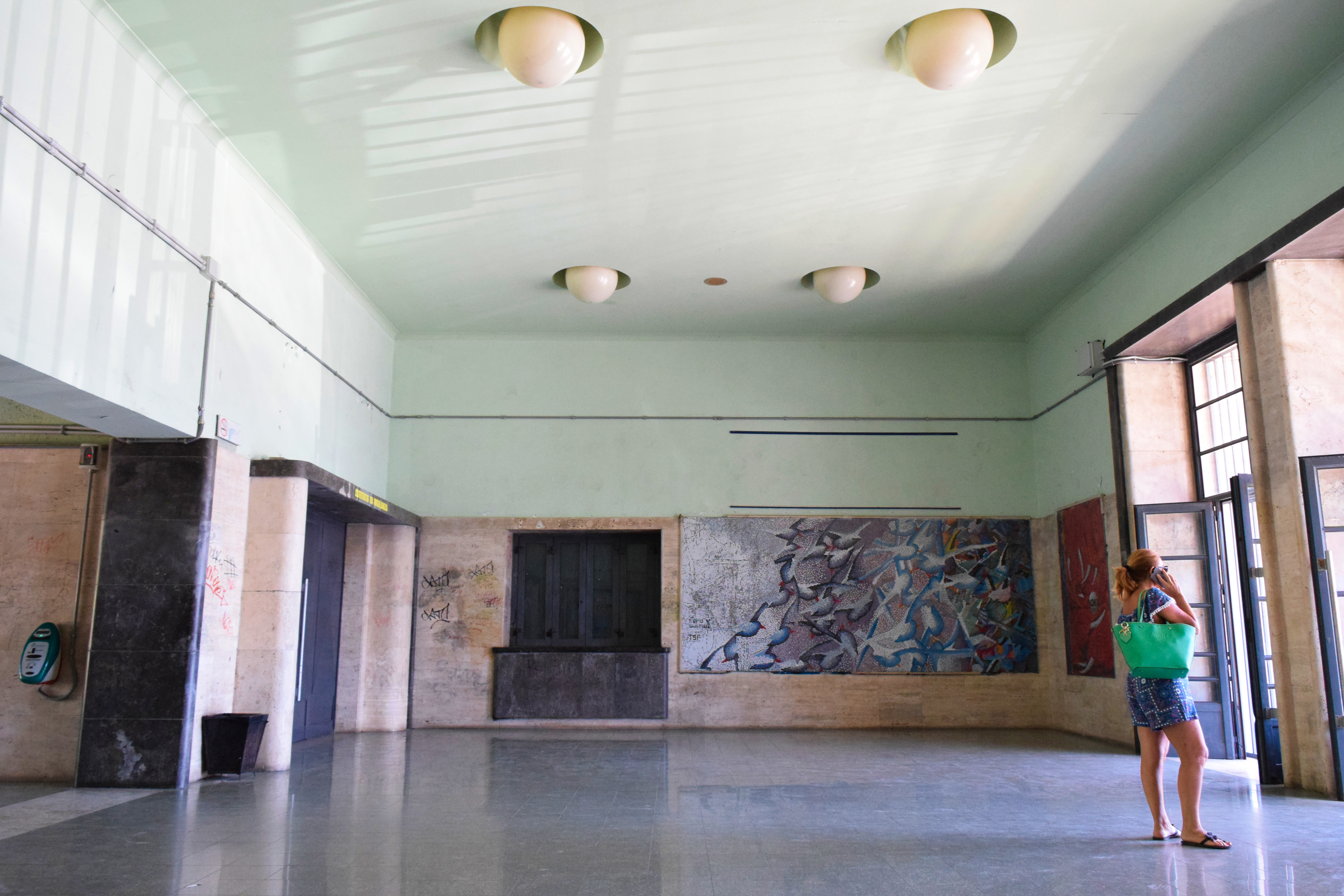
Interno della stazione

Nel 1940, i due comuni di Anzio e Nettuno vennero riuniti sotto un'unica amministrazione denominata Nettunia, e in seguito a tale unione la stazione di Anzio prese la denominazione di "Nettunia Porto"; nel 1945 con la fine dell'unione tra i due comuni la stazione riprese la denominazione di origine.
Nel dopoguerra la stazione, che riprese nel 1946 la denominazione di Anzio, continuò ad avere una grande importanza sia per il traffico passeggeri sia per il traffico merci. Il binario  sul molo del porto, che inizialmente era unico, dopo la guerra ha visto la creazione di un secondo binario tronco collegato al binario di arrivo con uno scambio. Le merci erano costituite soprattutto da prodotti ittici in partenza dal porto. 
Dalla metà degli anni sessanta il raccordo, che inizialmente correva in sede propria protetta, a seguito della forte espansione edilizia, finì per essere quasi tutto su sede stradale iniziando a creare problemi interferendo con il traffico stradale. La graduale diminuzione dell'importanza del porto di Anzio comportò, agli inizi degli anni settanta, una contrazione del traffico merci che era sempre gestito dalla stazione di Anzio; il 3 novembre 1975 fu l'ultimo giorno di funzionamento del raccordo portuale che venne poi abbandonato e smantellato. Del raccordo con il porto è visibile solo qualche rotaia nei primissimi metri del percorso in uscita dalla stazione di Anzio.
Nel 1993 la stazione venne trasformata in fermata con l'eliminazione di tutti i binari ad eccezione del primo binario passante e successivamente
venne resa anche impresenziata.

## Movimento
Anzio è servita dalla relazione FL8 (Roma Termini-Nettuno), con partenze cadenzate a frequenza oraria.

## Servizi
La stazione dispone di:
- Biglietteria automatica
- Bar
- Parcheggio all'esterno della stazione

## Interscambi
- all'esterno della stazione fermata delle linee urbane per il territorio di Anzio e Nettuno, e delle linee extraurbane per Roma, Anagnina (linea A) e Laurentina (linea B)